# Raymond Chandler
Raymond Thornton Chandler (23 tháng 7 năm 1888 - 26 tháng 3 năm 1959) là một tiểu thuyết gia và nhà biên kịch người Mỹ gốc Anh. Năm 1932, khi đã 44 tuổi, Chandler bắt đầu sáng tác tiểu thuyết trinh thám sau khi bị sa thải khỏi vị trí giám đốc điều hành một công ty dầu mỏ trong giai đoạn cuộc Đại khủng hoảng kinh tế. Truyện ngắn đầu tay "Blackmailers Don't Shoot" được xuất bản năm 1933 trên tạp chí Black Mask  - một tựa tạp chí bình dân hồi đó. Cuốn tiểu thuyết đầu tay The Big Sleep được xuất bản năm 1939. Ngoài viết truyện ngắn, Chandler còn xuất bản bảy cuốn tiểu thuyết khác trong suốt cuộc đời của mình; cuốn thứ tám còn dang dở do ông qua đời nên được Robert B. Parker viết nốt. Tất cả các sách này, trừ quyển Playback, đã được dựng thành phim điện ảnh, thậm chí dựng nhiều lần. Một năm trước khi mất, ông được bầu giữ chức chủ tịch Hội nhà văn chuyên viết truyện bí ẩn Hoa Kỳ.
Phong cách viết của Chandler có tầm ảnh hưởng sâu rộng lên nền văn học đại chúng Mỹ. Ông được coi là một sáng lập viên của trường phái truyện trinh thám hardboiled cùng với Dashiell Hammett, James M. Cain và các nhà văn viết cho tạp chí Black Mask khác. Tên gọi "Philip Marlowe" của nhân vật chính trong tiểu thuyết của ông được một số người xem là danh từ đồng nghĩa với "thám tử tư".
Chandler có ít nhất ba cuốn tiểu thuyết được xem là tuyệt tác văn học: Farewell, My Lovely (1940), The Little Sister (1949) và The Long Goodbye (1953). The Long Goodbye được bộ sách tuyển tập các truyện tội phạm của Mỹ ca ngợi là "cuốn sách đầu tiên kể từ cuốn The Glass Key của Hammett hơn 20 năm trước, hội đủ điều kiện trở thành cuốn tiểu thuyết chính thống nghiêm túc và có tầm quan trọng hàm chứa những nội dung bí ẩn". Danh tiếng của Chandler đang dần gia tăng trong những năm gần đây.